# Saqqaq
Saqqaq "Solsiden", (tidligere stavet Sarqaq) er en bygd i Avannaata Kommune i Vestgrønland, beliggende i ca. 100 km nord for Ilulissat på sydsiden af Nuussuaq-halvøen ud mod Vaigat. Bygden havde i 2011 ca. 173 indbyggere. Den har før været en del af de nu tidligere kommuner Ilulissat Kommune og Qaasuitsup Kommune.
De vigtigste indtægtskilder er fiskeri af hellefisk og turisme.
Arkæologiske udgravninger vest for bygden har vist spor efter Saqqaq-kulturen, opkaldt efter bygden Saqqaq, hvor man vest for bygden har fundet mange arkæologiske fund.  Den eksisterende fra omkring 2500 f.Kr. til 800 f.Kr. primært i det sydlige Grønland. 
Bygden Saqqaq blev grundlagt i 1755 som Ritenbenk. (Ritenbenk blev 1781 flyttet til øen Appat 70 km nord for Ilulissat, og har været uden permanent beboelse siden 1960, men nogle bygninger benyttes nu som lejrskole)

## Turisme
Der er ca. fem timers færge sejlads fra Ilulissat, og helikopter to gange om ugen om vinteren.
Hannibal Fencker var udstedsbestyrer i Saqqaq fra 1942-1970. Sammen med sin hustru Amalie købte han den gamle Pastor Christian Rosings hus, som han flyttede fra Ilulissat til Saqqaq. Haven i Hannibal og Amalies havde mange blomster og selv subtropiske planter som dadler og citroner lykkedes det dem at få til at vokse i drivhus. Han modtog Det Kongelige Gartneri Societys sølvmedalje i 1973 for fremragende havearbejde. Huset benyttes nu til husning af turister.
Bygden er kendt fra filmene "Hvor Bjergene sejler" fra 1955, som var den den første farvefilm om Grønland og Qivitoq (Fjeldgængeren) fra 1956 med Poul Reichhardt i hovedrollen.
De ca. 200 slædehunde er om sommeren lænket i bygdens udkant. Der er muligheder for vandreture langs kysten med udsigt til isbjerge og til Saqqaqs bagland med søer, elve og den lokale gletscher. Man kan endvidere vandre ud til inuitgravene og resterne af de gamle tørvehuse.